# Anthonyita
L'anthonyita és un mineral de la classe dels halurs. Rep el seu nom de John Williams Anthony (1920-1992), professor de mineralogia en la Universitat de Tucson, Arizona, Estats Units.

## Característiques
L'anthonyita és un halur de fórmula química Cu(OH,Cl)₂·3H₂O. Cristal·litza en el sistema monoclínic formant cristalls prismàtics, normalment corbats en [001]. També se'n troba en forma de crostes. La seva duresa a l'escala de Mohs és 2.
Segons la classificació de Nickel-Strunz, l'anthonyita pertany a «03.DA: Oxihalurs, hidroxihalurs i halurs amb doble enllaç, amb Cu, etc., sense Pb» juntament amb els següents minerals: melanotal·lita, atacamita, botallackita, clinoatacamita, hibbingita, kempita, paratacamita, belloïta, herbertsmithita, kapellasita, gillardita, haydeeïta, anatacamita, claringbul·lita, barlowita, simonkol·leïta, buttgenbachita, connel·lita, abhurita, ponomarevita, calumetita, khaidarkanita, bobkingita, avdoninita i droninoïta.

## Formació i jaciments
Es troba en cavitats i fractures al basalt, format per l'acció de l'aigua que conté clorina en el coure. Sol trobar-se associada a altres minerals com: tremolita, quars, epidota, monazita, coure, cuprita o paratacamita. Va ser descoberta l'any 1963 a Centennial (Michigan, Estats Units). També se n'ha trobat a Villa Hermosa (Mèxic), Lavrion (Grècia), Richelsdorf Smelter (Alemanya) i a altres dues localitats de l'estat d'Arizona (Estats Units): Christmas i Bisbee.